# عبدالرحمان حلیم
عبدالرحمان حلیم (پشتو: مولوی عبدالرحمن حلیم؛ زادهٔ) سیاست‌مدار اهل افغانستان است. وی از تاریخ ۲۳ نوامبر ۲۰۲۱ معین وزیر وزارت احیا و انکشاف دهات می‌باشد.